# NGC 1748
NGC 1748 (również IC 2114, ESO 56-EN24) – mgławica emisyjna położona w gwiazdozbiorze Złotej Ryby, w Wielkim Obłoku Magellana. Stanowi część większego kompleksu gwiazdotwórczego (obszaru H II). Została odkryta 3 sierpnia 1826 roku przez Jamesa Dunlopa, 11 listopada 1836 roku obserwował ją John Herschel.
Mgławica stała się miejscem narodzin około 20 masywnych, jasnych gwiazd, które ją teraz rozświetlają. Są one bardzo młode. Gwiazda znajdująca się w centrum mgławicy jest około 30 razy masywniejsza od Słońca i świeci prawie 200 tys. razy jaśniej od niego. Jej wyjątkowo intensywne promieniowanie (wiatr gwiazdowy) wywiało okoliczny gaz, tworząc „bąbel” o średnicy około 25 lat świetlnych. Gwiazdy znajdujące się w najjaśniejszej części mgławicy są młodsze od gwiazdy centralnej, być może jej wiatr gwiazdowy zapoczątkował proces ich tworzenia. Najgorętsza z tych gwiazd ma masę 45 razy większą od Słońca.